# گئورگی شیدوکو
گئورگی شیدوکو (روسی: Георгий Иванович Шайдуко) (۶ اوت ۱۹۶۲ – ۸ ژانویه ۲۰۲۳) قایقران و ورزشکار اهل روسیه بود.